# Vieux-Bourg
Vieux-Bourg is een gemeente in het Franse departement Calvados (regio Normandië) en telt 83 inwoners (2009). De plaats maakt deel uit van het arrondissement Lisieux.

## Geografie
De oppervlakte van Vieux-Bourg bedraagt 1,3 km², de bevolkingsdichtheid is dus 63,8 inwoners per km².
De onderstaande kaart toont de ligging van Vieux-Bourg met de belangrijkste infrastructuur en aangrenzende gemeenten.

## Demografie
Onderstaande figuur toont het verloop van het inwonertal (bron: INSEE-tellingen).
Vanwege een beveiligingsprobleem met de MediaWiki Graph-software is het momenteel niet mogelijk deze grafiek weer te geven. Zodra de software is bijgewerkt zal de grafiek vanzelf weer zichtbaar worden.